# Joachim de Garidel-Thoron
Joachim de Garidel-Thoron, dit le marquis de Garidel-Thoron, est le fondateur du concours agricole de Moulins et président de la Société d’agriculture de l'Allier (1874-1937).

## Biographie
Joachim de Garidel-Thoron est issu d'une ancienne famille française originaire du comté de Nice qui a donné dans les XIVe et XVe siècles des militaires distingués dans les armées du roi de Naples et du duc de Savoie.
Né à Paris au 27 rue du Faubourg-Saint-Honoré le 15 octobre 1838, Joachim est le fils de Bruno Charles François de Garidel, dit le vicomte de Garidel-Thoron, et de Mathilde de Crousaz-Crétet, née à Paris le 30 juillet 1813, décédée au château de Beaumont le 1er avril 1876. Mathilde était la fille de Henry Frédéric Louis de Crousaz-Crétet (1773-1861), comte de Champmol, officier puis contrôleur général de la banque de France, titré 1er baron de Crouzat-Crétet et de l’Empire, chevalier de la Légion d’honneur.
Il épouse le 20 avril 1870 à la mairie de Moulins, Valentine du Bouys de Pratvier, née le 23 octobre 1847 à Moulins, fille d'Alphonse (1814-1861), lieutenant de frégate, et de Marie Durye. La famille du Bouys de Pratvier appartenait à la vieille noblesse du bourbonnais avec une filiation prouvée remontant a 1439. On lui connaît deux adresses dans l'Allier : l'hôtel de Garidel à Moulins, au 7 rue Diderot, et le château de Beaumont à Agonges et une autre propriété en Loire-Atlantique à La Baule, une solide et imposante villa, La Garidelle, œuvre de l'architecte moulinois René Moreau en 1912, transformée en 1929 par Ferdinand Ménard elle devient alors le Castel Marie-Louise. C'est dans son château de Beaumont qu'il décède dans sa centième année le 30 décembre 1937, âgé de 99 ans.

## Contributions au monde de l'agriculture
Joachim de Garidel-Thoron fait son entrée dans l'Allier pour soutenir son père dans son exploitation agricole à Agonges. Passionné et novateur, il développe le domaine familial avec le souci constant du bon choix des animaux reproducteurs qu’il fait venir du Charolais et du Nivernais. Partisan du métayage dont il explique dans un discours qu'il permet « d’opposer une barrière solide aux doctrines néfastes qui menacent l’ordre et la propriété », il crée autant que faire se peut des relations justes et équitables avec ses métayers.
Émile Guillaumin, écrivain et syndicaliste paysan, écrit de lui dans le numéro de mars 1911 du Travailleur rural : « Gentilhomme campagnard, de tempérament actif, M. de Garidel nous semble être le prototype du seigneur anglais, maître de village, qui ne dédaigne pas de s’occuper des choses d’ordre général et de rester en contact avec le peuple. Ces gens-là sont persuadés qu’ils appartiennent à une race supérieure, faite pour administrer, diriger, commander. Et ils acceptent les devoirs que cette situation leur impose. C’est un point de vue ».
Dans une nécrologie publiée par la Revue des agriculteurs de France, dont Joachim de Garidel-Thoron était membre honoraire du Conseil, l’hommage suivant lui est rendu pour ses contributions au monde de l’agriculture : « Son infatigable activité que le poids des ans n’avait pas ralentie, sa belle intelligence, son noble caractère, son sens élevé du devoir, il avait, en effet, tout mis à son service. Est-il besoin de rappeler ses ardentes campagnes en faveur du métayage dont il avait expérimenté les méthodes sur son domaine de Beaumont et dont il s’était fait le champion agissant ? Est-il besoin de rappeler encore les efforts qu’il dépensa en faveur du concours annuel d’animaux reproducteurs de Moulins, devenu grâce à lui une de nos principales manifestations agricoles ? Aussi bien, tous les agriculteurs de sa région, sans distinction, lui avaient voué un attachement, une estime, une reconnaissance qui ne trompent pas. Ils se préparaient avec un enthousiasme unanime à fêter le centenaire de ce noble vieillard, entré vivant dans la légende… »

## Mandats
- Présidence de la Société d'agriculture de l'Allier durant quasiment 64 ans (1874-1937) ;
- Censeur de la Banque de France durant 59 ans (1878-1937)[7] ;
- Fondateur du syndicat départemental des agriculteurs de l’Allier en 1887 ;
- Entre au conseil d’administration de la société des agriculteurs de l'Allier en 1895 et fondateur du concours agricole de Moulins la même année[8] ;
- Élu au conseil municipal d'Agonges;
- Membre de l'Académie d'Agriculture;
- Membre honoraire du Conseil de la Société des Agriculteurs de France.

## Distinctions
- Chevalier du Mérite agricole (1926)
- Chevalier de la Légion d'honneur (1928)
- Officier de la Légion d'honneur (1932)

## Publications
- Lettres sur la pratique du métayage dans le département de l’Allier avec monographies de six domaines exploités à moitié fruits, Moulins, Imprimerie Ducroux et Gourjon-Dulac, 1881 (présentation en ligne).